# Andre Dirrell
Andre Dirrell est un boxeur américain né le 9 juillet 1983 à Flint.

## Carrière
Aux Jeux olympiques d'été de 2004, il combat dans la catégorie des poids moyens et remporte la médaille de bronze avant de devenir professionnel en 2005. Dirrell s'incline de peu aux points lors de deux championnats du monde des poids super-moyens en 2009 face à Carl Froch et le 23 mai 2015 face à James DeGale.